# 水上安全条例
水上安全条例（すいじょうあんぜんじょうれい）とは地方自治体の条例。
内水面における水上交通の安全を目的としている。
海上衝突予防法における航法や港則法の航法などの総合的な交通ルールや、危険の際の航行中止や警音、夜間航行の灯火を規定している。

## 都県の条例
| 都県   | 条例名                     |
| ------ | -------------------------- |
| 茨城県 | 茨城県水上安全条例         |
| 栃木県 | 中禅寺湖水上安全条例       |
| 東京都 | 東京都水上安全条例         |
| 山梨県 | 山梨県富士五湖水上安全条例 |
| 滋賀県 | 滋賀県琵琶湖等水上安全条例 |

## 関連書籍
- 「平成18年交通安全白書」（日経印刷）